# Sporodochium
Een sporodochium is een vorm van sporeproducerend weefsel bij verschillende schimmels. Het is een weefselstructuur, die oppervlakkig groeit op het substraat van de schimmel, geen wand of omhulselachtige structuren heeft en bestaat uit conidia-dragers voor conidia of alleen conidia-producerende cellen. De meeste van deze conidia-dragers en conidiogene cellen zijn ingebed in een kussen van schimmeldraden. Als conidiogene structuren worden ze vaak aangeduid met de term stroma of conidiomatum, die oorspronkelijk alleen verwees naar pycnidium en acervulus.
Ook komt bij slechts één soort korstmos Micarea adnata een sporodochium voor, waarin het mycobiont (de schimmel) zijn conidia in deze structuur produceert.

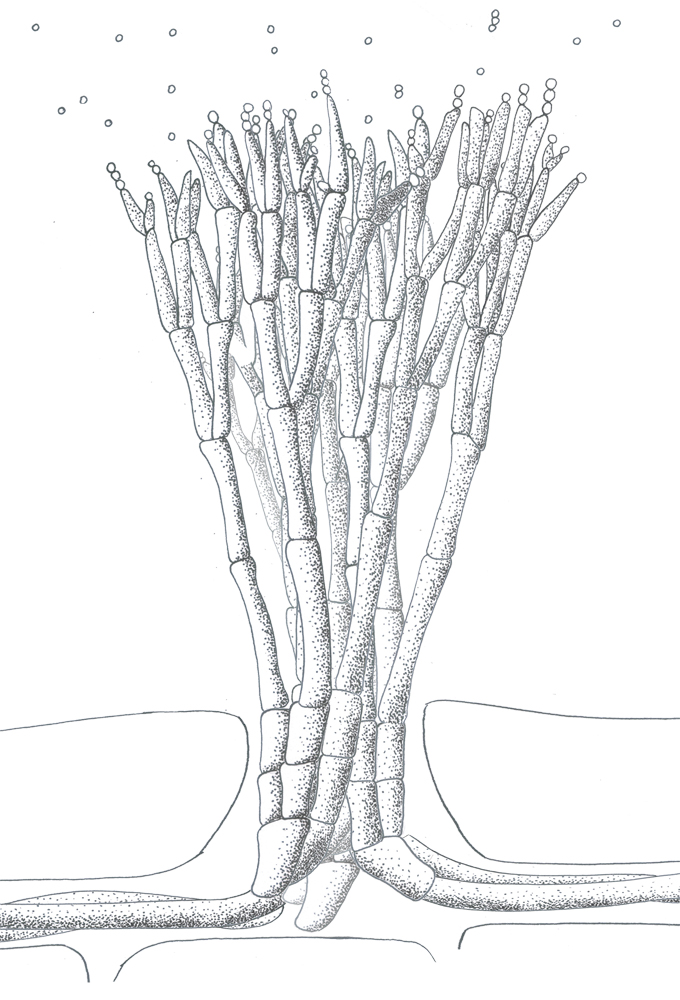
Sporodochium
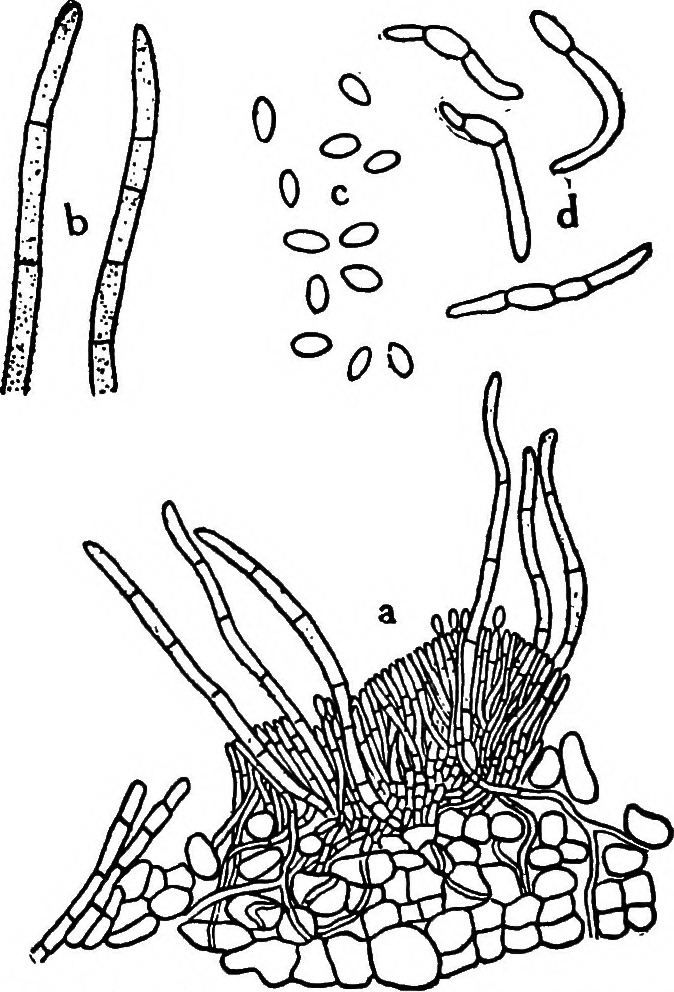
a: Sporodochium van Tubercularia fici
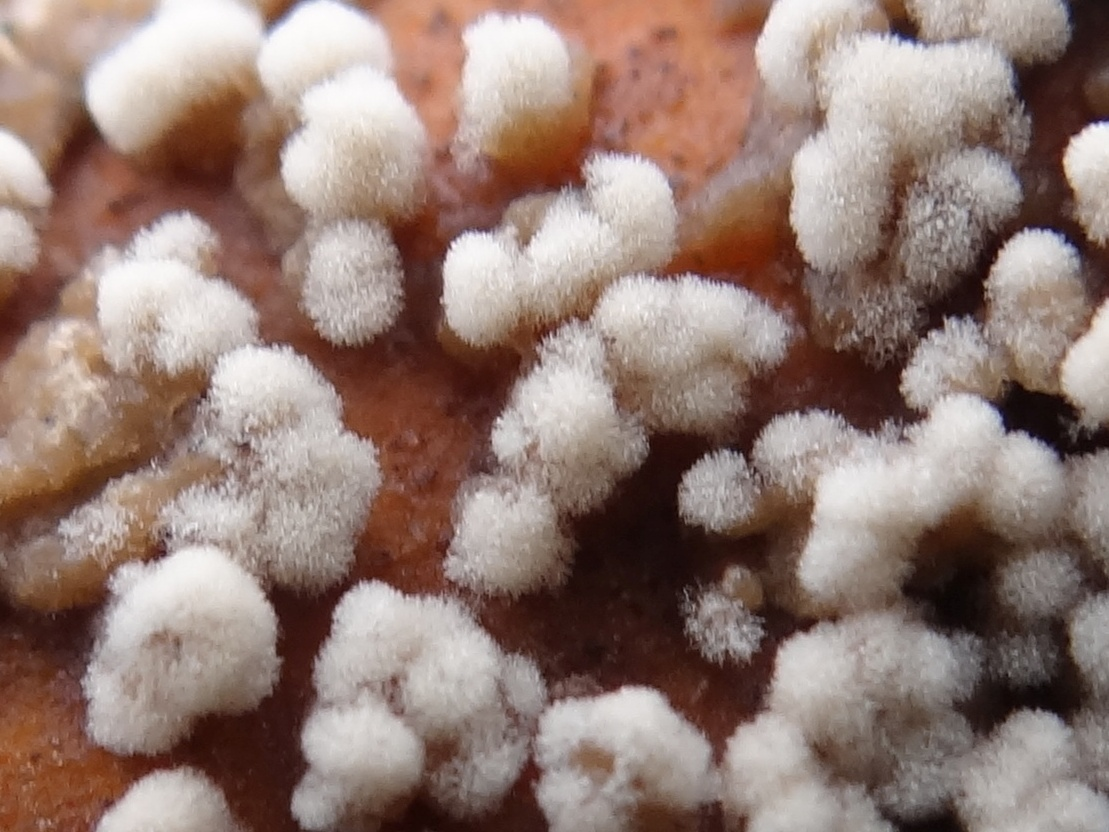
Sporodochia van Monilinia fructigena op Pyrus communis
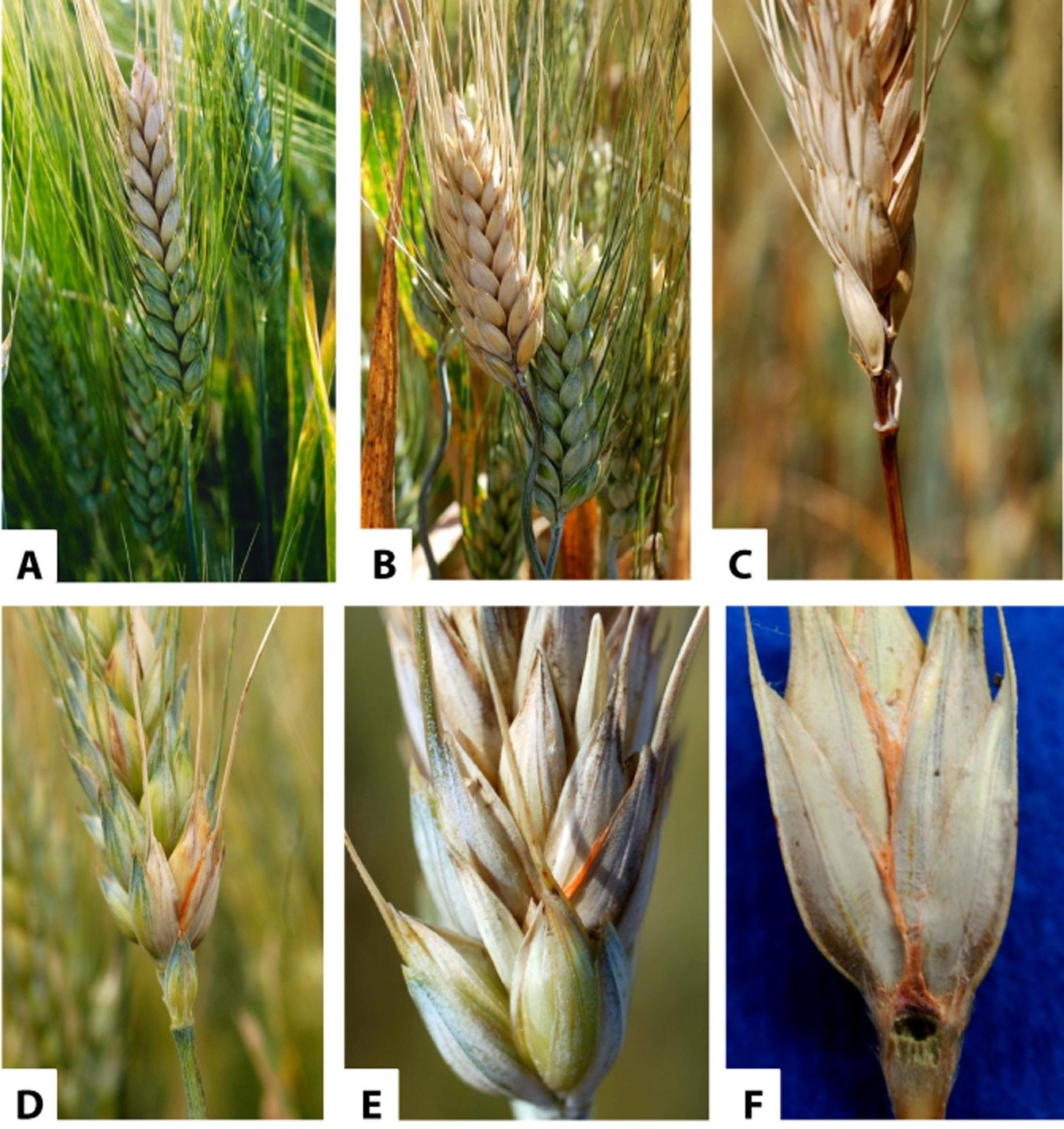
(D–F) Oranje sporodochia van Fusarium culmorum op tarweaartjes.